# Canadian Masters
Das Canadian Masters war ein professionelles Snookerturnier, das zwischen 1974 und 1980 als Canadian Open und zwischen 1985 und 1988 als Canadian Masters ein Turnier der Snooker Main Tour war.

## Geschichte

### Canadian Open
Im Jahr 1974 wurden im kanadischen Toronto im Rahmen der Canadian National Exhibition erstmals die Canadian Open ausgetragen. Dabei nahmen neben fünf Profispielern auch elf, vorwiegend kanadische, Amateurspieler am Turnier teil. Im Finale besiegte Lokalmatador Cliff Thorburn den Nordiren Dennis Taylor. Auch ein Jahr später fand das Turnier wieder statt, an dem diesmal acht Profis und acht Amateure teilnahmen. Neben einer Preisgelderhöhung gab es Preisgeld für alle Spieler sowie erstmals einen Preis für das höchste Break. Im Finale besiegte der Nordire Alex Higgins den mehrfachen Weltmeister John Pulman.
Auch im Jahr 1976 stand Higgins im Finale, doch er verlor gegen den Engländer John Spencer. Neben einer geringen Verringerung des Preisgeldes wurde auch der Preis für das höchste Break wieder abgeschafft. Des Weiteren spielten mit Bernie Mikkelsen und Stan Holden erstmals Amateurspieler Centurys, wobei Mikkelsen neben dem Halbfinaleinzug mit einem 141er-Break auch einen neuen Rekord für das höchste Break aufstellte. Dieser wurde direkt 1977 wieder eingestellt, als John Spencer mit einem 146er-Break knapp ein Maximum Break verfehlte. In einer Neuauflage des Endspiels von 1976 besiegte diesmal Higgins Spencer, sodass Higgins mit zwei Siegen von fort an Rekordsieger war. Des Weiteren wurde das Preisgeld um etwa 3.000 Pfund Sterling angehoben, sodass das Preisgeld 7.154 £ betrug und außerdem nahmen diesmal statt acht neun Profis und dementsprechend sieben Amateure am Turnier teil.
Im folgenden Jahr wurde die Teilnehmeranzahl von 16 auf 18 erhöht, gleichzeitig wurde die Anzahl der Amateure auf zehn erhöht, womit acht Profis am Turnier teilnahmen. Außerdem wurde einerseits die Preisgelderhöhung des Vorjahres rückgängig gemacht und andererseits das Preisgeld für alle Teilnehmer abgeschafft, sodass die 4.103 £ lediglich auf Sieger und Finalist entfielen. Erstmals schaffte es mit Tony Meo ein Amateur ins Finale, wo er mit 15:17 an Cliff Thorburn scheiterte, sodass Thorburn mit Higgins gleichzog. Im folgenden Jahr verteidigte Thorburn seinen Titel, sodass er alleiniger Rekordsieger wurde. Bei einem deutlich größeren, 39 Spieler umfassenden Teilnehmerfeld spielten 17 Profis gegen 22 Amateure, wobei lediglich erneut nur Sieger und Finalist ein Preisgeld bekamen, welches außerdem um ein Viertel verringert wurde.
Mit dem Queuehersteller Dufferin Cue bekamen die Canadian Open 1980 erstmals einen Sponsor. Gleichzeitig wurde das Preisgeld um 30 % erhöht und wieder auf alle Teilnehmer ausgebreitet. Die Anzahl der Teilnehmer verringerte sich auf 24, wobei neben 16 Profis auch acht Amateure teilnahmen. Zum dritten Mal in Folge und zum vierten Mal insgesamt gewann Cliff Thorburn, der im Finale Terry Griffiths besiegte. Mit dem Ende der 1980er-Austragung wurden die Canadian Open jedoch abgeschafft, da sie mit dem früheren Saisonstart in Großbritannien kollidierten.

### Canadian Masters
Im Jahr 1985 wurde das Turnier unter dem Namen Canadian Masters als Einladungsturnier wiederbelebt. Das acht Profispieler umfassende Teilnehmerfeld spielte in den Studios der Canadian Broadcasting Corporation in Toronto. Im Finale kam es zu einer Neuauflage des WM-Finals 1985, sodass Dennis Taylor seinen ersten Titel bei dem Turnier holte. Das vom Tischhersteller BCE gesponserte Turnier hatte mit einem 47.500 £ umfassenden Preisgeldtopf deutlich mehr Preisgeld als die Canadian Open. Nachdem 1985 Ray Reardon mit einem 133er-Break das höchste Break gespielt hatte, spielte Steve Davis mit einem 143er-Break 1986 das zweithöchste Break der Turniergeschichte. Vorjahresfinalist Davis besiegte im Finale Willie Thorne und gewann so seinen ersten Canadian-Masters-Titel. Neben einer erneuten Preisgelderhöhung auf 62.497 £ wurde wieder ein Extrapreis für das höchste Break eingeführt. 1987 wurde das Turnier Teil der World Series, wodurch das Preisgeld auf 75.000 £ anstieg. Ebenso wechselte der Sponsor, nun sponserte die Labatt Brewing Company das Turnier. Dennis Taylor holte sich seinen zweiten Titel, wobei er gleichzeitig mit einem 127er-Break das höchste Break des Turnieres spielte, für das es jedoch erneut kein Preisgeld gab.
Zur Austragung 1988 wurde das Turnier das erste nordamerikanische Snookerturnier mit Einfluss auf die Snookerweltrangliste. Das Teilnehmerfeld wurde auf 126 und das Preisgeld auf fast 200.000 £  – inklusive eines Preises für das höchste Break – erhöht. Während die Qualifikation in England und die Runde der letzten 32 im Chinos Hotel stattfand, wurde das restliche Turnier im Minkler Auditorium mit etwa 1000 Sitzen ausgetragen. Das Turnier, das erneut von BCE gesponsert wurde, gewann Jimmy White durch einen 9:4-Sieg über Steve Davis. Das höchste Break spielte erneut Dennis Taylor, diesmal mit einem 132er-Break. Dennoch wurde das Turnier mit dem Beginn der nächsten Saison abgeschafft.

## Sieger
| Jahr                                 | Austragungsort                      | Sieger                              | Ergebnis                            | Finalist                            | Hauptsponsor                        | Saison                              |
| Canadian Open (Non-Ranking-Turnier)  | Canadian Open (Non-Ranking-Turnier) | Canadian Open (Non-Ranking-Turnier) | Canadian Open (Non-Ranking-Turnier) | Canadian Open (Non-Ranking-Turnier) | Canadian Open (Non-Ranking-Turnier) | Canadian Open (Non-Ranking-Turnier) |
| ------------------------------------ | ----------------------------------- | ----------------------------------- | ----------------------------------- | ----------------------------------- | ----------------------------------- | ----------------------------------- |
| 1974                                 | Toronto                             | Cliff Thorburn                      | 8:6                                 | Dennis Taylor                       | −                                   | 1974/75                             |
| 1975                                 | Toronto                             | Alex Higgins                        | 15:7                                | John Pulman                         | −                                   | 1975/76                             |
| 1976                                 | Toronto                             | John Spencer                        | 17:9                                | Alex Higgins                        | −                                   | 1976/77                             |
| 1977                                 | Toronto                             | Alex Higgins                        | 17:14                               | John Spencer                        | −                                   | 1977/78                             |
| 1978                                 | Toronto                             | Cliff Thorburn                      | 17:15                               | Tony Meo                            | −                                   | 1978/79                             |
| 1979                                 | Toronto                             | Cliff Thorburn                      | 17:16                               | Terry Griffiths                     | −                                   | 1979/80                             |
| 1980                                 | Toronto                             | Cliff Thorburn                      | 17:10                               | Terry Griffiths                     | Dufferin Cue                        | 1980/81                             |
| Canadian Masters (Einladungsturnier) |                                     |                                     |                                     |                                     |                                     |                                     |
| 1985                                 | Toronto CBC TV Studios              | Dennis Taylor                       | 9:5                                 | Steve Davis                         | BCE                                 | 1985/86                             |
| 1986                                 | Toronto CBC TV Studios              | Steve Davis                         | 9:3                                 | Willie Thorne                       | BCE                                 | 1986/87                             |
| 1987                                 | Toronto CBC TV Studios              | Dennis Taylor                       | 9:7                                 | Jimmy White                         | Labatt’s                            | 1987/88                             |
| Canadian Masters (Ranglistenturnier) |                                     |                                     |                                     |                                     |                                     |                                     |
| 1988                                 | Toronto – Minkler Auditorium        | Jimmy White                         | 9:4                                 | Steve Davis                         | BCE                                 | 1988/89                             |